# Hoffmannia nicotianifolia
Hoffmannia nicotianifolia är en måreväxtart som först beskrevs av Martin Martens och Henri Guillaume Galeotti, och fick sitt nu gällande namn av Louis Otho Otto Williams. Hoffmannia nicotianifolia ingår i släktet Hoffmannia och familjen måreväxter. Inga underarter finns listade i Catalogue of Life.